# Nowogard
Nowogard (Naugard fino al 1945) è un comune urbano-rurale polacco del distretto di Goleniów, nel voivodato della Pomerania Occidentale.
Ricopre una superficie di 338,66 km² e nel 2005 contava 24 426 abitanti.